# Case-Pilote

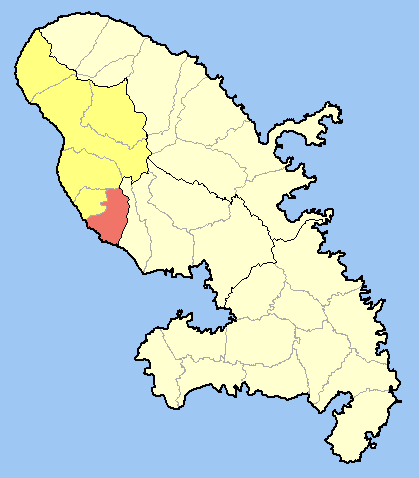
Situació de Case-Pilote

Case-Pilote és un municipi francès, situat a la regió de Martinica. El 2009 tenia 4.506 habitants. Es troba a 12 kilòmetres de Fort-de-France a la costa del Carib.

## Demografia
|  | 1.709 | 1.775 | 2.016 | 3.650 | 4.046 | 4.480 |  |  |  |  |  |  |  |  |  |  |
|  |       |       |       |       |       |       |  |  |  |  |  |  |  |  |  |  |

## Administració
| Període   | Identitat          | Partit        |
| --------- | ------------------ | ------------- |
| 1840-1875 | Charles de Percin  |               |
| 1875-1890 | Pierre Monnerville |               |
| 1890-1925 | Jules Sévère       |               |
| 1925-1944 | Saint-Just Orville |               |
| 1944-1959 | Paul Monnerville   |               |
| 1959-1965 | Roger Sarotte      |               |
| 1965-1983 | Roger Lise         |               |
| 1983-1995 | Frantz Berose      |               |
| 1995-2001 | Aristide Varsier   |               |
| 2001-2002 | Auguste Armet      |               |
| 2002-2008 | Augustin Bonbois   | FMP           |
| 2008-     | Ralph Monplaisir   | Divers droite |

## Personatges il·lustres
- Victor Sévère (1867-1957), polític
- Gérard Janvion, futbolista de l'AS Saint-Etienne i de la selecció francesa.